# Trilby (Floride)
Pour les articles homonymes, voir Trilby.
Trilby est une census-designated place du comté de Pasco, dans l'État de Floride, aux États-Unis,. En 2020, elle compte une population de 433 habitants.